# Olga Bołądź
Olga Maria Bołądź (* 29. února 1984, Toruň, Polsko) je polská herečka. Je považována za jednu z nejkrásnějších hereček své země.

## Herecká kariéra a soukromý život
V roce 2007 promovala na Státní divadelní škole Ludwika Solskiho v Krakově. Zlepšovala herecké zkušenosti v Barceloně, pak studovala herectví v Akademii Stelly Adlerové (anglicky the Stella Adler Academy) v Los Angeles. Na svém kontě má celou řadu hlavních a vedlejších filmových výstupů.
Plynně mluví anglicky, italsky a španělsky. Nyní se učí rusky. Je svobodná, neboť otec jejího syna Brunona (* 2013) je mnohem mladší od ní.

## Filmografie (výběr)
- 2007 – Streda, čtvrtek ráno (polsky Środa, czwartek rano)
- 2009 – Nula (polsky Zero) jako barmanka
- 2010 – Kvinden der drømte om en mand // anglicky The Woman Who Dreamt of a Man (Žena, ktorá snívala o muži) jako Olga[8][9]
- 2010 – Létající prasata (polsky Skrzydlate świnie) jako Basia
- 2012 – Dívka ze skříně (polsky Dziewczyna z szafy) jako Aga